# Birds of Fire
Birds of Fire je druhé studiové album americké skupiny Mahavishnu Orchestra. Vydáno bylo v březnu roku 1973 společností Columbia Records a jde o poslední studiové album vydané za existence původní sestavy skupiny (v červnu téhož roku kapela pořídila další nahrávky, které však vyšly pod názvem The Lost Trident Sessions až v roce 1999). V hitparádě Billboard 200 se deska umístila na patnácté příčce.

## Seznam skladeb
Autorem všech skladeb je John McLaughlin.
1. „Birds of Fire“ – 5:50
2. „Miles Beyond (Miles Davis)“ – 4:47
3. „Celestial Terrestrial Commuters“ – 2:54
4. „Sapphire Bullets of Pure Love“ – 0:24
5. „Thousand Island Park“ – 3:23
6. „Hope“ – 1:59
7. „One Word“ – 9:57
8. „Sanctuary“ – 5:05
9. „Open Country Joy“ – 3:56
10. „Resolution“ – 2:09

## Obsazení
- John McLaughlin – kytara
- Rick Laird – baskytara
- Billy Cobham – bicí, perkuse
- Jan Hammer – klávesy, syntezátor
- Jerry Goodman – housle